# SSRA

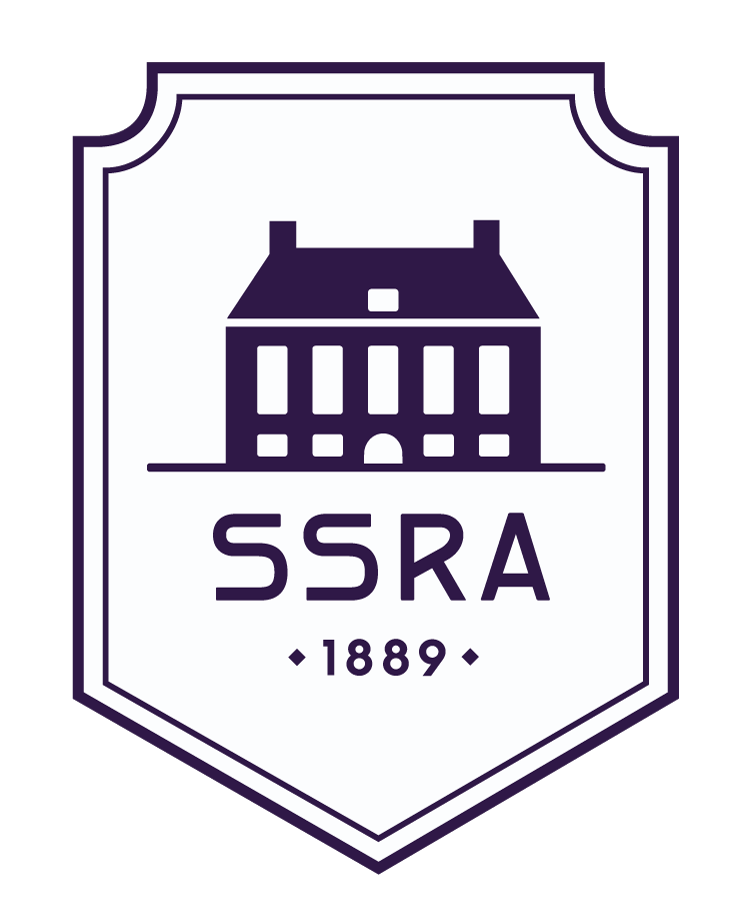
Het logo van SSRA sinds juni 2015

SSRA is een studentenvereniging in Amsterdam.

## Karakteristieken
De vereniging is heden ten dage van algemene aard, niet-confessioneel en toegankelijk voor eenieder die studeert aan een universiteit of hbo-instelling.

## Geschiedenis

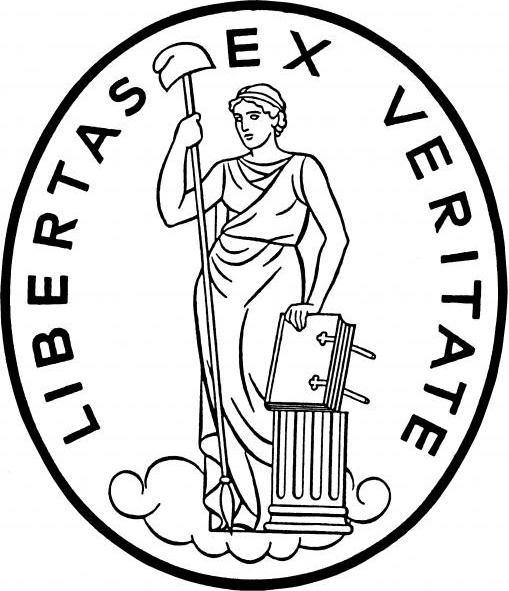
De Uniemaagd, het symbool van S.S.R.-verenigingen

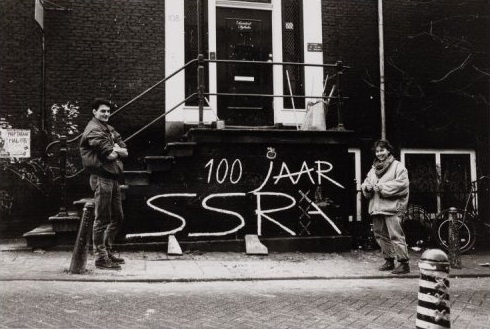
Viering van 100 jaar SSRA op 6 januari 1989

In 1886 werd in Leiden de Unie "Hendrik de Cock" opgericht voor gereformeerde studenten aan de openbare universiteiten. Drie van de oprichters studeerden in Leiden en twee aan de Universiteit van Amsterdam. Het doel van deze Unie was het nastreven van wetenschappelijke diepgang in combinatie met gezelligheid. Het ging om studenten die zich een plaats in de academische wereld wilden verwerven en zich daarom aanpasten aan het humanistische studentenideaal van de hogere klassen: dat van de oratorisch begaafde allround-intellectueel. Omdat in de eerste jaren vrijwel alle nieuwe leden in Amsterdam studeerden werd in 1889 besloten tot de oprichting van een Amsterdamse afdeling. In 1901 fuseerde deze afdeling met het Collegium M.E.D.I.C.U.S., eveneens gericht op gereformeerde studenten. Nadat in 1905 de Unie "Hendrik de Cock" haar naam veranderde in Societas Studiosorum Reformatorum om aan te geven dat ze voor alle gereformeerde studenten, is Amsterdamse afdeling verder gegaan onder de naam S.S.R.A. (Societas Studiosorum Reformatorum Amstelodamensis).
In het begin was de vereniging uitsluitend toegankelijk voor heren, maar in 1916 kreeg de S.S.R.A. haar eerste vrouwelijke lid. In 1917 stapten de dames echter over naar een nieuw opgerichte landelijke vereniging voor vrouwelijke studenten, Esto Quod Esse Videris (E.Q.E.V.). De twee verenigingen hielden wel contact en in 1921 traden de dames van E.Q.E.V. toe tot de S.S.R.A. De vereniging floreerde en diverse disputen zagen het levenslicht in de jaren twintig en dertig.
Tijdens de bezetting door de Duitsers in het begin van de Tweede Wereldoorlog veranderde er veel voor de S.S.R.A. De vereniging kreeg te maken met spertijd waardoor niemand zich na acht uur op straat mocht bevinden. Bovendien sloot de S.S.R.A. in de winter van 1941-1942 haar deuren in reactie op het verbod van de bezetter op het lidmaatschap van joodse studenten bij verenigingen. Het dispuutleven werd daarmee nog belangrijker dan het al was.
Na de oorlog kwam het studentenleven weer op gang, maar de problemen waren echter niet over. Binnen de Unie ontstond er een breuk tussen degenen die de strikt gereformeerde grondslag van de S.S.R. los wilden laten en degenen die daaraan vast wilden blijven houden. Vooral in Amsterdam vond men aanhangers van de eerste stroming, in de oorlog had men immers zij aan zij gevochten tegen een gemeenschappelijke vijand, terwijl de rest van de Unie over het algemeen de tweede stroming aanhing. Uiteindelijk scheidde een groot aantal disputen van de S.S.R.A. zich af om een nieuwe vereniging te vormen genaamd Algemene Reformatorisch Studentenvereniging Adhaerens Unus Deo Est Spiritus (A.R.S. A.U.D.E.S.). Beide verenigingen hielden Pylades aan als sociëteit. A.R.S. A.U.D.E.S bleek geen lang leven beschoren en in de jaren die volgden keerden de meeste disputen terug in de moederschoot van de S.S.R.A. Het grondslagdebat bleef de gemoederen echter bezighouden en in 1966 werd de strikte interpretatie van de grondslag door de Unie losgelaten onder druk van de veranderende tijdgeest.
De jaren zestig en zeventig waren politiek gezien tumultueuze jaren. Het was de tijd van de oorlog in Vietnam, de Praagse Lente en de bezetting van het Maagdenhuis. Deze zaken hadden ook gevolgen voor de S.S.R.A. De leden toonden grote maatschappelijke betrokkenheid en de samenleving en haar problemen stonden centraal bij de vorming van studenten. De traditionele disputen verloren aan populariteit en een groot aantal nieuwe disputen zag met wisselend succes het levenslicht. Vooral in de jaren zeventig veranderde er veel binnen de S.S.R.A. De Unie werd in 1969 opgeheven en de kledingvoorschriften op de sociëteit werden losgelaten. In 1975 werd besloten om de S.S.R.A. om te vormen tot een progressieve jongerenvereniging onder de naam SSRA. Vanaf dat moment opende de vereniging haar deuren voor studenten van het hbo en de hts, maar ook voor anderen groepen jongeren. In de praktijk bleek dat de vereniging vooral populair was onder studenten en dat andere jongeren geen belangstelling hadden in een lidmaatschap van de SSRA. In de jaren negentig besloot men daarom weer verder te gaan als studentenvereniging.

## Sociëteit Pylades

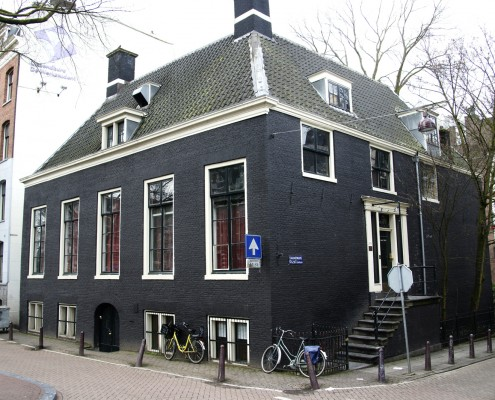
Sociëteit Pylades op de Leidsegracht 108 te Amsterdam.

De SSRA heeft diverse sociëteitsruimtes gekend voordat er een eigen pand werd betrokken. Het huidige pand werd vanaf 1951 gehuurd van de familie Zimmer en later de Azijnhandel Tack. Op 17 april 1967 werd het monumentale pand op de Leidsegracht 108 aangekocht. Het beheer van het pand is in handen van stichting Sociëteit Pylades.
Het pand werd in 1663 gebouwd als onderkomen voor de stadsmeestermetselaar door de architect Daniël Stalpert. De woning en de daarbij behorende stadsmetseltuin werden in 1664 opgeleverd. Als klein jongetje zou W.A. Mozart hier met zijn zusje hebben opgetreden al wordt dit eervolle feit eveneens geclaimd door de voormalige Hollandsche Manege. Tot 1829 waren het pand en de stadsmetseltuin eigendom van de gemeente Amsterdam en bood het onderkomen aan meestermetselaars, stadsarchitecten en stadsbouwmeesters. In 1833 nam de familie Zimmer het pand en de bijbehorende tuin over om er een koper- en ijzergieterij te vestigen. De familie Zimmer verkocht het pand in 1959 aan de NV J.F. Tack (een flessenspoelerij en azijnmakerij). Tack N.V. verhuurde het pand tot 1967 aan de SSRA, terwijl in het souterrain een boekhandel was gevestigd. In de jaren vijftig werd een groot gedeelte van de stadsmetseltuin gescheiden van het pand. Tegenwoordig staan hier koopwoningen op waardoor er nog slechts vierenhalve meter van het erf onder de stichting SSRA valt.
Onder het pand bevindt zich het souterrain dat eveneens van de stichting Sociëteit Pylades is. Jarenlang was hier een kinderdagverblijf gevestigd (de Pylakresj), maar heden ten dage zit hier een escaperoom.

## Interne structuur
In eerste instantie kende de SSRA alleen heren- en damesdisputen. Vanaf de jaren zestig ontstonden de gemengde disputen, en werden ongemengde disputen opgeheven of alsnog gemengd. Veel van deze disputen organiseren jaarlijks activiteiten voor de hele vereniging, zoals een sportdag, een beachvolleybaltoernooi, een literaire quiz, een debatwedstrijd of een bierestafette.

## Bekende (oud-)leden
- Lodewijk Asscher, PvdA-politicus
- Hendrikus Berkhof, theoloog
- Hans de Boer, Econoom
- Pieter Bouw, oud-voorzitter raad van bestuur KLM
- Henk Krol, oud-politicus 50PLUS
- Rijk Kramer, medicus
- Pepijn Lanen, zanger-rapper
- G.A. Lindeboom, medicus
- Leo Ploeger, oud-directeur NS
- Mirjam van Praag, voorzitter College van Bestuur van de Vrije Universiteit
- Taede Sminia, oud-rector magnificus van de Vrije Universiteit
- Wim Speelman, verzetsstrijder
- Joop den Uyl, PvdA-politicus